# Grand Prix-wegrace van Duitsland 1958
De Grand Prix-wegrace van Duitsland 1958 was de vierde Grand Prix van het wereldkampioenschap wegrace in het seizoen 1958. De races werden verreden op 20 juli 1958 op de Nordschleife van de Nürburgring nabij Nürburg. Omdat het voor de zijspanklasse de laatste race was, werd de wereldtitel hier beslist, maar ook in de 350cc-klasse en in de 500cc-klasse werden de titels beslist.

## Algemeen
Voor het eerst werd op de Nordschleife een Grand Prix in het kader van het wereldkampioenschap georganiseerd. Ondanks de regen waren er 80.000 toeschouwers, die getuige waren van het debuut van Jack Findlay. Ze zagen John Surtees twee klassen winnen en ook twee wereldtitels binnenhalen.

## 500cc-klasse
John Surtees won de 500cc-race met driekwart minuut voorsprong op teamgenoot John Hartle. Surtees stond nu op het maximale aantal van 32 punten. Hartle kon weliswaar nog op 40 punten komen, maar moest dan nog drie resultaten wegstrepen waardoor hij op 30 punten zou eindigen. Jack Findlay debuteerde in deze Grand Prix met een twaalfde plaats in de 500cc-race, maar hij deed dat met een 350cc-Norton M40 omdat hij geen 500cc-Norton kon betalen.
| Pos | Coureur             | Merk      | Tijd      | Punten |
| --- | ------------------- | --------- | --------- | ------ |
| 1   | John Surtees        | MV Agusta | 1:50"51'6 | 8      |
| 2   | John Hartle         | MV Agusta | +44'3     | 6      |
| 3   | Gary Hocking        | Norton    | +1"31'5   | 4      |
| 4   | Ernst Hiller        | BMW       | +6"09'7   | 3      |
| 5   | Dickie Dale         | BMW       | +7"18'1   | 2      |
| 6   | Bob Brown           | Norton    | +7"18'7   | 1      |
| 7   | Alois Huber         | BMW       |           |        |
| 8   | Karl Peters         | Norton    |           |        |
| 9   | Gerold Klinger      | BMW       |           |        |
| 10  | Hans-Günter Jäger   | BMW       |           |        |
| 11  | Rudolf Gläser       | Norton    |           |        |
| 12  | Jack Findlay        | Norton    |           |        |
| 13  | Karl-Heinz Scheifel | Matchless |           |        |

| Coureur       | Merk   | Oorzaak |
| ------------- | ------ | ------- |
| Alan Trow     | Norton |         |
| Bob Anderson  | Norton |         |
| Dave Chadwick | Norton |         |
| Geoff Duke    | BMW    |         |
| Jack Brett    | Norton |         |

| Coureur            | Merk      | Oorzaak   |
| ------------------ | --------- | --------- |
| Keith Campbell (†) | Norton    | Overleden |
| Bob McIntyre       | Norton    |           |
| Derek Minter       | Norton    |           |
| Terry Shepherd     | Norton    |           |
| Remo Venturi       | MV Agusta |           |
| Umberto Masetti    | MV Agusta |           |
| John Anderson      | Norton    |           |

### Top tien tussenstand 500cc-klasse
| Pos | Coureur                       | Merk      | Ptn |
| --- | ----------------------------- | --------- | --- |
| 1   | John Surtees (wereldkampioen) | MV Agusta | 32  |
| 2   | John Hartle                   | MV Agusta | 16  |
| 3   | Derek Minter                  | Norton    | 7   |
| 3   | Bob Anderson                  | Norton    | 7   |
| 5   | Keith Campbell (†)            | Norton    | 6   |
| 5   | Dickie Dale                   | BMW       | 6   |
| 5   | Ernst Hiller                  | BMW       | 6   |
| 8   | Bob Brown                     | Norton    | 5   |
| 8   | Gary Hocking                  | Norton    | 5   |
| 10  | Geoff Duke                    | BMW       | 3   |

## 350cc-klasse
De 350cc-race startte zonder regerend wereldkampioen Keith Campbell, die een week eerder in Frankrijk verongelukt was. John Surtees won de race met een halve minuut voorsprong op teamgenoot John Hartle en had nu het maximale aantal van 32 punten. Hartle kon nog op 42 punten komen, maar na het weghalen van zijn streepresultaten zou hij dan op 30 punten eindigen.
| Pos | Coureur       | Merk      | Tijd      | Punten |
| --- | ------------- | --------- | --------- | ------ |
| 1   | John Surtees  | MV Agusta | 1:13"56'4 | 8      |
| 2   | John Hartle   | MV Agusta | +31'8     | 6      |
| 3   | Dave Chadwick | Norton    | +49'3     | 4      |
| 4   | Mike Hailwood | Norton    | +1"01'3   | 3      |
| 5   | Bob Anderson  | Norton    | +2"18'0   | 2      |
| 6   | Dickie Dale   | Norton    | +2"18'0   | 1      |
| 7   | Gary Hocking  | Norton    | +2"18'4   |        |

| Coureur            | Merk   | Oorzaak   |
| ------------------ | ------ | --------- |
| Keith Campbell (†) | Norton | Overleden |

| Coureur        | Merk   |
| -------------- | ------ |
| Luigi Taveri   | Norton |
| Alan Trow      | Norton |
| Alistair King  | Norton |
| Bob Brown      | AJS    |
| Bob McIntyre   | Norton |
| Derek Minter   | Norton |
| Geoff Duke     | Norton |
| Geoff Monty    | Norton |
| Geoff Tanner   | Norton |
| George Catlin  | Norton |
| Mike O'Rourke  | Norton |
| Terry Shepherd | Norton |

### Top tien tussenstand 350cc-klasse
| Pos | Coureur                       | Merk      | Ptn |
| --- | ----------------------------- | --------- | --- |
| 1   | John Surtees (wereldkampioen) | MV Agusta | 32  |
| 2   | John Hartle                   | MV Agusta | 18  |
| 3   | Dave Chadwick                 | Norton    | 11  |
| 4   | Keith Campbell (†)            | Norton    | 8   |
| 5   | Derek Minter                  | Norton    | 6   |
| 6   | Mike Hailwood                 | Norton    | 5   |
| 7   | Geoff Tanner                  | Norton    | 4   |
| 8   | Terry Shepherd                | Norton    | 3   |
| 9   | George Catlin                 | Norton    | 2   |
| 9   | Geoff Duke                    | Norton    | 2   |
| 9   | Bob Anderson                  | Norton    | 2   |

## 250cc-klasse
Tarquinio Provini deed met zijn overwinning goede zaken, vooral omdat zijn grootste concurrent, teamgenoot Carlo Ubbiali, de finish niet haalde. Horst Fügner scoorde zijn eerste punten met de MZ RE 250. Dieter Falk werd met de Adler MB 250 RS derde.
| Pos | Coureur           | Merk      | Tijd      | Punten |
| --- | ----------------- | --------- | --------- | ------ |
| 1   | Tarquinio Provini | MV Agusta | 1:08"03'7 | 8      |
| 2   | Horst Fügner      | MZ        | +1"42'2   | 6      |
| 3   | Dieter Falk       | Adler     | +1"47'8   | 4      |
| 4   | Horst Kassner     | NSU       | +4"27'4   | 3      |
| 5   | Xaver Heiß        | NSU       |           | 2      |
| 6   | Walter Reichert   | NSU       |           | 1      |

| Coureur       | Merk      | Oorzaak |
| ------------- | --------- | ------- |
| Dickie Dale   | NSU       |         |
| Carlo Ubbiali | MV Agusta |         |

| Coureur           | Merk      |
| ----------------- | --------- |
| Josef Autengruber | NSU       |
| Bob Brown         | NSU       |
| Ernst Degner      | MZ        |
| Günter Beer       | Adler     |
| Wilhelm Lecke     | DKW       |
| Arthur Wheeler    | Mondial   |
| Dave Chadwick     | MV Agusta |
| Geoff Monty       | GMS       |
| Mike Hailwood     | NSU       |
| Sammy Miller      | ČZ        |
| Tommy Robb        | NSU       |
| Emilio Mendogni   | Morini    |
| Giampiero Zubani  | Morini    |

### Top tien tussenstand 250cc-klasse
| Pos | Coureur           | Merk      | Ptn |
| --- | ----------------- | --------- | --- |
| 1   | Tarquinio Provini | MV Agusta | 24  |
| 2   | Carlo Ubbiali     | MV Agusta | 12  |
| 3   | Dieter Falk       | Adler     | 10  |
| 4   | Mike Hailwood     | NSU       | 7   |
| 5   | Horst Fügner      | MZ        | 6   |
| 6   | Horst Kassner     | NSU       | 4   |
| 7   | Bob Brown         | NSU       | 3   |
| 8   | Arthur Wheeler    | Mondial   | 2   |
| 8   | Xaver Heiß        | NSU       | 2   |
| 10  | Sammy Miller      | ČZ        | 1   |
| 10  | Walter Reichert   | NSU       | 1   |

## 125cc-klasse
Door de 125cc-race te winnen ontdeed Carlo Ubbiali zich van zijn belangrijkste concurrenten. Tweede man in het kampioenschap Romolo Ferri raakte bij een val zo zwaar gewond dat hij jaren niet meer kon racen en derde man Alberto Gandossi viel uit. Daar profiteerde Tarquinio Provini ook van: door zijn tweede plaats in de race klom hij ook naar de tweede plaats in het wereldkampioenschap, maar met een grote achterstand.
| Pos | Coureur           | Merk      | Tijd    | Punten |
| --- | ----------------- | --------- | ------- | ------ |
| 1   | Carlo Ubbiali     | MV Agusta | 56"10'9 | 8      |
| 2   | Tarquinio Provini | MV Agusta | +15'0   | 6      |
| 3   | Ernst Degner      | MZ        | +1"11'9 | 4      |
| 4   | Horst Fügner      | MZ        | +3"130  | 3      |
| 5   | Walter Brehme     | MZ        | +3"35'2 | 2      |
| 6   | Werner Musiol     | MZ        |         | 1      |

| Coureur          | Merk   | Oorzaak |
| ---------------- | ------ | ------- |
| Luigi Taveri     | Ducati |         |
| Alberto Gandossi | Ducati |         |
| Romolo Ferri     | Ducati | Val     |

| Coureur         | Merk      |
| --------------- | --------- |
| Arthur Wheeler  | Mondial   |
| Dave Chadwick   | Ducati    |
| Sammy Miller    | Ducati    |
| Bruno Spaggiari | Ducati    |
| Enzo Vezzalini  | MV Agusta |
| Francesco Villa | Ducati    |

### Top tien tussenstand 125cc-klasse
| Pos | Coureur           | Merk      | Ptn |
| --- | ----------------- | --------- | --- |
| 1   | Carlo Ubbiali     | MV Agusta | 26  |
| 2   | Tarquinio Provini | MV Agusta | 14  |
| 3   | Romolo Ferri      | Ducati    | 12  |
| 4   | Alberto Gandossi  | Ducati    | 11  |
| 5   | Dave Chadwick     | Ducati    | 9   |
| 6   | Luigi Taveri      | Ducati    | 7   |
| 6   | Ernst Degner      | MZ        | 7   |
| 8   | Horst Fügner      | MZ        | 4   |
| 9   | Sammy Miller      | Ducati    | 3   |
| 10  | Walter Brehme     | MZ        | 2   |

## Zijspanklasse
De zijspanrace begon met slechts twee punten verschil tussen de combinaties Walter Schneider/Hans Strauß en Florian Camathias/Hilmar Cecco, maar de spanning was minder groot dan ze leek. Als Camathias won en Schneider uitviel zouden ze door het wegstrepen van 1 resultaat precies gelijk staan. Schneider/Strauß lieten het niet zover komen. Ze wonnen met 2½ minuut voorsprong op Camathias/Cecco en stelden hun wereldtitel zeker. Alle punten werden verdeeld onder BMW-combinaties.
| Pos | Coureur           | Bakkenist          | Merk | Tijd      | Punten |
| --- | ----------------- | ------------------ | ---- | --------- | ------ |
| 1   | Walter Schneider  | Hans Strauß        | BMW  | 1:00"30'2 | 8      |
| 2   | Florian Camathias | Hilmar Cecco       | BMW  | +2"27'9   | 6      |
| 3   | Rudi Richter      | Gerhard Klim       | BMW  | +8"50'1   | 4      |
| 4   | August Rohsiepe   | Arthur Gardyanczik | BMW  | +8"57'3   | 3      |
| 5   | Loni Neußner      | Dieter Hess        | BMW  | +12"07'2  | 2      |
| 6   | Arsenius Butscher | Helmut Munz        | BMW  |           | 1      |

| Coureur            | Bakkenist     | Merk     | Oorzaak |
| ------------------ | ------------- | -------- | ------- |
| Frank Fox          | Heather Green | Onbekend |         |
| Friedrich Staschel | Edgar Perduss | Onbekend |         |

| Coureur        | Bakkenist    | Merk   |
| -------------- | ------------ | ------ |
| Alwin Ritter   | Edwin Blauth | BMW    |
| Helmut Fath    | Fritz Rudolf | BMW    |
| Bill Boddice   | Bill Canning | Norton |
| Cyril Smith    | Eric Bliss   | Norton |
| Ernie Walker   | Dun Roberts  | Norton |
| Jackie Beeton  | Eddie Bulgin | Norton |
| Peter Woollett | George Loft  | Norton |

### Top tien eindstand zijspanklasse
| Pos. | Coureur           | Bakkenist          | Motorfiets | Ptn.    |
| ---- | ----------------- | ------------------ | ---------- | ------- |
| 1    | Walter Schneider  | Hans Strauß        | BMW        | 24 (30) |
| 2    | Florian Camathias | Hilmar Cecco       | BMW        | 20 (26) |
| 3    | Helmut Fath       | Fritz Rudolf       | BMW        | 8       |
| 4    | Jackie Beeton     | Eddie Bulgin       | Norton     | 6       |
| 5    | Cyril Smith       | Eric Bliss         | Norton     | 6       |
| 6    | Rudi Richter      | Gerhard Klim       | BMW        | 4       |
| 7    | Loni Neußner      | Dieter Heß         | BMW        | 4       |
| 8    | Alwin Ritter      | Edwin Blauth       | BMW        | 3       |
| 8    | August Rohsiepe   | Arthur Gardyanczik | BMW        | 3       |
| 10   | Ernie Walker      | Dun Roberts        | Norton     | 2       |
| 10   | Bill Boddice      | Bill Canning       | Norton     | 2       |

1925 · 1926 · 1927 · 1928 · 1929 · 1930 · 1931 · 1933 · 1934 · 1935 · 1936 · 1937 · 1938 · 1939 · 1949 · 1950 · 1951 · 1952 · 1953 · 1954 · 1955 · 1956 · 1957 · 1958 · 1959 · 1960 · 1961 · 1962 · 1963 · 1964 · 1965 · 1966 · 1967 · 1968 · 1969 · 1970 · 1971 · 1972 · 1973 · 1974 · 1975 · 1976 · 1977 · 1978 · 1979 · 1980 · 1981 · 1982 · 1983 · 1984 · 1985 · 1986 · 1987 · 1988 · 1989 · 1990 · 1991 · 1992 · 1993 · 1994 · 1995 · 1996 · 1997 · 1998 · 1999 · 2000 · 2001 · 2002 · 2003 · 2004 · 2005 · 2006 · 2007 · 2008 · 2009 · 2010 · 2011 · 2012 · 2013 · 2014 · 2015 · 2016 · 2017 · 2018 · 2019 · 2021 · 2022 · 2023 · 2024 · 2025